# Sertularia distans
Sertularia distans är en nässeldjursart som beskrevs av Jean Vincent Félix Lamouroux 1816. Sertularia distans ingår i släktet Sertularia och familjen Sertulariidae. Inga underarter finns listade i Catalogue of Life.